# Río Plata (El Tránsito)
El río Plata o quebrada de la Plata es un curso de agua que fluye en la Región de Atacama para descargar sus aguas en el río El Tránsito de la cuenca del río Huasco, en la Región de Atacama, Chile.

## Trayecto
El río nace en la sierra de Tatul. Tras su nacimiento recorre hacia el noroeste y desemboca en el río El Tránsito.

## Caudal y régimen
El río Plata drena las laderas del extremo sur de la sierra de Tatul con un caudal escaso y seco.
la Dirección General de Aguas divide la cuenca en tres partes:: 49–50 
1. La subcuenca del Carmen, que desde su nacimiento en la cordillera de los Andes hasta su junta con el río del Tránsito presenta un régimen nival, con crecidas en diciembre en años húmedos, producto de los deshielos, mientras que en años secos se observan caudales muy bajos a lo largo de todo el año. El período de estiaje ocurre en el trimestre mayo-julio.
2. La subcuenca del Tránsito, que drena el río el Tránsito y el Conay, tiene un régimen nival, con crecidas entre noviembre y enero, en años húmedos, mientras que en años secos se observan caudales muy bajos a lo largo del año. El período de estiaje ocurre en el trimestre julio-septiembre.
3. La subcuenca del Huasco, que desde su nacimiento en la confluencia de los ríos El Tránsito y El Carmen, posse un régimen nival, con crecidas en diciembre y enero en años húmedos, producto de los deshielos. En años secos se observan caudales muy bajos durante todo el año, especialmente entre noviembre y abril, debido a la poca acumulación nival que se produce en este tipo de años. El período de estiaje ocurre en el trimestre agosto-octubre.

## Historia
Luis Risopatrón lo describe en su Diccionario Jeográfico de Chile (1924) como una quebrada:: 909 
Plata (Quebrada de La). 28° 59' 70° 12' Ofrece 14 hectáreas de terreno regado i cultivado, corre al N i desemboca en la márjen S de la parte superior del valle de El Tránsito; un sendero entra por ella en dirección al S. 67. p. 312; 118, P- 93 i 106; 134; i 156; i rio en 98, ni, p. 338.